# Жбанов, Михаил Евлампиевич
Михаил Евлампиевич Жбанов (24 ноября 1909, Нижний Тагил, Пермская губерния — 6 августа 1993, Нижний Тагил, Свердловская область) — сержант Рабоче-крестьянской Красной Армии, участник Великой Отечественной войны, Герой Советского Союза (1943).

## Биография
Родился 24 ноября 1909 года в посёлке Нижний Тагил.
После окончания рабфака работал слесарем на заводе.
В январе 1942 года был призван на службу в Рабоче-крестьянскую Красную Армию. С июля того же года — на фронтах Великой Отечественной войны. К сентябрю 1943 года сержант Михаил Жбанов командовал взводом истребительно-противотанковой батареи 520-го стрелкового полка 167-й стрелковой дивизии 38-й армии Воронежского фронта. Отличился во время битвы за Днепр.
24 сентября участвовал в форсировании Десны, а 28 сентября — Днепра. В районе села Вышгород Киевской области Украинской ССР он, ведя огонь прямой наводкой, прикрывал переправу через Днепр советских частей, уничтожил несколько немецких огневых точек.
Указом Президиума Верховного Совета СССР от 29 октября 1943 года сержант Михаил Жбанов был удостоен высокого звания Героя Советского Союза с вручением ордена Ленина и медали «Золотая Звезда».
5 ноября 1943 года в боях за освобождение Киева Жбанов получил тяжёлое ранение и после излечения демобилизован по состоянию здоровья.
Был также награждён орденами Отечественной войны 1-й степени и Красной Звезды, рядом медалей.
Проживал и работал в Нижнем Тагиле. Умер 6 августа 1993 года. Похоронен в Нижнем Тагиле на Центральном кладбище.